# 안수길
안수길(安壽吉, 1911년 11월 3일 ~ 1977년 4월 18일)은 대한민국의 소설가로, 호는 남석(南石)이다. 일제강점기 함경남도 흥남에서 출생하였으며 한때 경상북도 영주와 평안남도 평양에서 각각 잠시 유아기를 보낸 적이 있고 함경남도 함흥에서 잠시 유년기를 보낸 적이 있는 그는 경성 경신고등보통학교 졸업을 거쳐 와세다 대학교 영어영문학과를 중퇴하였다.
간도일보사 기자로 근무하면서 동인지 《북향》을 발간하였다. 월남 후 경향신문사 조사부장·해군 정훈감실 근무, 서라벌예대 문예창작과장 등을 역임하였다. <조선문단>에 단편 소설 당선을 계기로 문단에 데뷔하였다.
사실적이며 성실한 관찰과 온건한 필치가 어울려서 하나의 착실한 작품세계를 이루었다. 1954년 자유문학상을 수상하였다. 창작집 《제3인간형》, 《풍차》, 장편 《화환》, 《북간도》등 많은 작품을 남겼다.

## 같이 보기
- 한국의 소설가 목록
- 한국 문학